# James Mattis
James Norman Mattis (Pullman (Washington), 8 september 1950) is een gepensioneerd Amerikaans generaal buiten dienst.  Vanaf 20 januari 2017 tot 1 januari 2019 was hij minister van Defensie in het kabinet-Trump.
Mattis is generaal b.d. van het US Marine Corps (USMC). Hij was van 2007 tot 2010 bevelhebber van het US Joint Forces Command en diende in personele unie tussen 2007 en 2009 tegelijkertijd als Supreme Allied Commander Transformation van de NATO. Van augustus 2010 tot maart 2013 was Mattis Opperbevelhebber van de US Central Command, een deelmacht overstijgend regionaal commando van de strijdkrachten van de Verenigde Staten met standplaats in Tampa (Florida).
Op 20 december 2018 maakte president Trump bekend, dat Mattis op 20 februari 2019 zou terugtreden als minister van Defensie. Als reden van zijn ontslagneming meldde Mattis in zijn ontslagbrief zijn vruchteloze pleidooi bij de president voor heroverweging van het besluit van 19 december 2018 om het Amerikaanse contingent van circa 2000 actieve strijdkrachten uit Syrië terug te roepen.

## Afkomst en vroege opleiding
Mattis werd geboren op 8 september 1950 in Pullman Washington. Hij is de zoon van Lucille Proulx (*1922) en John West Mattis (1915–1988), een koopvaardij marineman. Zijn moeder immigreerde als kind uit Canada naar de V.S.. Zij werkte tijdens WO II voor de militaire inlichtingendienst in Zuid-Afrika. Mattis's vader trok naar Richmond (Washington) om te werken in een fabriek, waarin splijtstof werd geproduceerd voor ontwikkeling van een atoombom (het z.g. Manhattan project). Mattis werd opgevoed in een huishouden zonder televisie, maar met wel boekenplanken. Hij behaalde in 1968 het diploma van de Richland high school. 
In 1971 behaalde hij een bachelor graad in Geschiedenis  aan de Central Washington University. Aan het National War College behaalde hij een master graad in Internationale veiligheidszaken.

## Militaire opleiding en militaire theorie
Tijdens zijn dienstjaren werd Mattis tot in de hoogste rangen als een intellectueel beschouwd. Robert H. Scales, een gepensioneerd generaal-majoor, beschreef hem als ".. een van de meest hoffelijke en gepolijste mannen, die ik heb gekend". Mattis versterkte deze intellectuele uitstraling door tijdens al zijn patrouilles een kopie van de Meditaties van Marcus Aurelius mee te dragen.
Mattis is afgestudeerd aan de US Marine Corps Amphibious Warfare School, het U.S. Marine Corps Command and Staff College en het National War College.
Hij staat bekend om zijn belangstelling voor de studie van militaire historie en wereldgeschiedenis en het bezit van een particuliere bibliotheek met circa 7.000 volumes. In het verlengde hiervan had hij er een voorliefde voor om lectuurlijsten, gerangschikt naar rangniveau, te publiceren als verplicht leesvoer voor de mariniers onder zijn commando. Hij staat bekend om de intellectuele strengheid, die hij inprent bij zijn mariniers, o.a. op het punt van risicomanagement. Hij eist van hen dat ze zich vooraf inlezen over de cultuur en geschiedenis van regio's waar zij ingezet worden. Voor gevechtscampagnes in Irak, liet Mattis zijn mariniers een culturele sensitivity training ondergaan.

## Militaire loopbaan
Als luitenant was Mattis pelotonscommandant in de 3de Marine Division. Als kapitein werd hij toegewezen aan het Naval Academy Preparatory School's Battalion en commandeerde hij diverse compagnieen infanteristen in het 1st Marine Regiment. Daarna diende hij als majoor bij het Recruiting Station Portland in Oregon.
Mattis trad in 1969 in dienst van de reserve van het Marine Corps. Na in 1972 te zijn bevorderd tot tweede luitenant, diende hij later als eerste luitenant in een infanterie- en vuursteungroep in de 3de US-Marine-infanteriedivisie. Na tot kapitein te zijn bevorderd kreeg hij het commando over een artillerie-eenheid van de 1ste US-Marine-infanterie brigade. In de rang van majoor kwam vervolgens de Recruteringseenheid Portland Oregon onder zijn bevel. Tijdens de operatie Desert Shield / operatie Desert Storm commandeerde luitenant-kolonel Mattis het 1ste Bataljon van het 7de US-Marine-infanterieregiment en nam hij - na bevordering tot kolonel - dit regiment over.
Als brigade-generaal voerde Mattis het commando over de 1st Marine Expeditionary Brigade en aansluitend de Task Force 58 tijdens de operatie Enduring Freedom in zuidelijk Afghanistan. Als generaal-majoor voerde hij van 2002 tot 2004 het commando over de 1st US-Marine-infanteriedivisie tijdens de invasie van Irak in 2003 en later ook tijdens de stabiliserings-operaties in het raam van de operatie Iraqi Freedom.
Daarna werd Mattis bevorderd tot luitenant-generaal en was hij van 2004 tot 2006 bevelvoerend generaal van het Marine Corps Combat Development Command in Quantico (Virginia) en plaatsvervangend commandant voor Combat Development in het hoofdkwartier van de USMC in Washington D.C. Tezelfdertijd begon luitenant-generaal David Petraeus met de ontwikkeling van het Veldhandboek FM 3-24. Dit handboek stelt de nieuwe richtlijn van het Amerikaanse leger vast voor het bestrijden van opstanden (counterinsurgency) en werd onder leiding van Marine Corps-generaal James F. Amos afgerond.
Op 14 augustus 2006 nam Mattis het commando over van de I. Marine Expeditionary Force (I MEF) in Camp Pendleton (Californie), evenals dat van de Marine Corps Forces of the Central Command. Een jaar later, op 28 september 2007, werd Mattis' nominatie voor de post van Commandant van de US Joint Forces Command (JFCOM) en de daarmee verbonden NAVO-posten van het Supreme Allied Commander Transformation door de Commissie voor de Strijdkrachten van de Senaat bevestigd.
Mattis droeg het commando over de I MEF op 5 november 2007 over aan Samuel T. Helland. Met deze commando-overdracht ging ook de verantwoordelijkheid voor enkele lopende beslissingen van de Militaire rechtbank over mariniers, die wegens oorlogsmisdaden in Irak waren aangeklaagd, over naar zijn opvolger, Helland. Vier dagen later, op 9 november, nam Mattis de posten van Lance L. Smith bij JFCOM en de NAVO over.
Nadat Frankrijk in 2009 was teruggekeerd in de geïntegreerde commandostructuur van de NAVO, droeg hij de post van Supreme Allied Commander Transformation over aan de Franse Luchtmacht-generaal Stéphane Abrial. Mattis was sindsdien alleen nog commandant van JFCOM. In mei 2010 werd generaal Raymond T. Odierno voorgedragen als Mattis’ opvolger.
Op 21 juli 2010 werd Mattis als opvolger van generaal David Petraeus voorgedragen voor de post van Commandant van het US Central Command. Het commando van JFCOM droeg hij in juli/augustus 2010 over aan zijn plaatsvervanger luitenant-generaal Keith M. Huber. In augustus 2010 nam Mattis ten slotte het commando over het US Central Command over, dat hij tot 22 maart 2013 behield. Zijn opvolger werd landmachtgeneraal Lloyd Austin.

## Markante uitspraken
Tijden de oorlog in Irak voerde hij, tijdens de daarop volgende bezetting, het bevel over de daar ingezette 1ste US-Marine-infanteriedivision. Bij een Amerikaanse luchtaanval op Makar el Dhib op 19 mei 2004 zouden volgens opgaven van de t.v.-zender Al-Arabija meer dan 40 mensen van een huwelijksgezelschap zijn gedood. Tijdens een persconferentie wees Mattis excuses van de hand en rechtvaardigde hij de aanval met de volgende verklaring: "Hoeveel mensen gaan naar het midden van de woestijn om een huwelijksfeest te vieren op een afstand van 80 mijl van de dichtstbijzijnde beschaving? Dit waren meer dan drie tientallen mannen van weerbare leeftijd. Laten we niet naief zijn!"
Uit een podiumdiscussie in San Diego op 3 februari 2005 wordt Mattis als volgt geciteerd: 
Echt, het is heel plezierig om hen te bevechten, weet je! Het is een geweldige slag. Het is prettig om wat mensen neer te schieten. Ik zal erbij naast je staan. Ik houd ervan ruzie te maken. Als je naar Afghanistan gaat, krijg je met jongens te maken, die vrouwen vijf jaar lang in elkaar slaan omdat zij geen sluier dragen. Weet je, zulk knapen hebben geen greintje mannelijkheid meer in hun donder. Daarom is het hartstikke plezierig om hen neer te knallen".  Nadat deze uitspraken in de media op kritiek waren gestuit, liet Mattis bekend maken, dat hij zijn woorden voorzichtiger had moeten kiezen.
Verdere uitingen van Mattis zijn overgeleverd, zoals: Wees beleefd, wees professioneel, maar zorg voor een plan om iedereen, die je ontmoet, te doden". Dat gezegd hebbend, er zijn sommige klootzakken in de wereld die nu eenmaal moeten worden afgeschoten. Er zijn jagers en er zijn slachtoffers. Door jouw discipline, sluwte, gehoorzaamheid en alertheid, zul jij beslissen of jij een jager of een slachtoffer bent. Het is werkelijk een geweldig plezier. Je zult daarbuiten een tijd hebben, die klinkt als een klok!
Dergelijke uitingen en manieren van doen leidden ertoe, dat Mattis de bijnaam Mad Dog "('Dolle Hond')" kreeg.
President-elect Trump pikte dit op toen hij eind november 2016 aankondigde dat hij "Mad Dog" Mattis zou voordragen als zijn minister van Defensie. Tijdens de hearing in de Senaat in het kader van zijn benoeming en beweerde Mattis zelf dat de pers hem deze bijnaam had toegekend.
.

## Loyaliteit jegens president Trump (Khashoggi-kwestie)
Op 16 november 2018 werd er gelekt naar de media dat de CIA met “stellige overtuiging” had bevestigd dat de Saoedische kroonprins Mohammad bin Salman al-Saoed de moord op Washington Post-columnist Jamal Khashoggi heeft verordonneerd. Onder toenemende druk van senatoren en Congresleden, die actie verlangden tegen Saoedi-Arabië, bestreden Mattis en minister van Buitenlandse Zaken Mike Pompeo in een uitzonderlijke besloten informatiebijeenkomst van de Senaat, de conclusie van de ‘’CIA’’ en hielden zij staande dat er geen direct bewijs was dat er een verband bestond tussen de kroonprins en de moord op Khashoggi.

## Vervroegd ontslag door president Trump
Op 19 december 2018, kondigde president Trump, ondanks bezwaren van zijn nationale veiligheidsadviseurs, de onmiddellijke terugtrekking van de Amerikaanse strijdkrachten in Syrië af. Mattis was er vast van overtuigd dat de V.S. na het verslaan van ISIS in Syrië moesten blijven om te verzekeren dat de terreurgroep zich zou hergroeperen. De volgende dag diende Mattis zijn ontslag in nadat het hem niet lukte om Trump ervan te overtuigen dat hij zijn besluit moest heroverwegen.
.
Mattis' ontslagbrief bevatte zinsneden die Trumps wereldbeeld bekritiseerden en daarentegen de door de president vaak bespotte NAVO prezen, evenals de Versla ISIS-coalitie van 74 landen, die Trump net had besloten te verlaten.
Mattis benadrukte in zijn ontslagbrief ook de noodzaak om "bondgenoten met respect te benaderen en een scherp zicht te houden op "kwaadwillige actoren en strategische concurrenten" en verder "resoluut en ondubbelzinnig" stelling te blijven nemen tegenover autoritaire staten, zoals China en de Russische Federatie. 
Mattis schreef dat president Trump het "recht heeft om een minister van Defensie te hebben, wiens inzichten in deze en andere onderwerpen beter in lijn zijn met de zijne". 
Mattis' ontslag wekte alarmsignalen bij veel trouwe bondgenoten. In Mattis' brief stond dat zijn ontslag effectief zou worden op 28 februari 2019. Drie dagen later vervroegde president Trump Mattis' terugtreden naar 1 januari 2019, na geërgerd te zijn geraakt door de impliciete kritiek op zijn beleidsvisie in de ontslagbrief van Mattis.

## "Last Adult in the room"
Het zelf gekozen ontslag van Defensie-minister James Mattis als reactie op Trumps autoritaire besluit om voortijdig de militaire inzet contra ISIS in Syrië te staken, grijpt plaats precies halverwege de (eerste) regeerperiode van het kabinet-Trump.
De reacties op deze dramatische stap van de oud-militair, voor wie loyaliteit en discipline cruciale waarden betekenen, spreken zowel in binnen- als buitenland van ernstige bezorgdheid. Dit heeft niet in de laatste plaats te maken met de sterke persoonlijkheid van Mattis.
In een chaotisch Witte Huis, waar een onconventionele en impulsieve president vriend en vijand vaak verrast met verhalen, verzinsels en besluiten, kunnen enkele evenwichtige persoonlijkheden node gemist worden. 
In de loop van 2017 kwam uit politieke pers naar voren dat tot deze "Adults in the Room" werden gerekend: Mattis, Stafchef John Francis Kelly, ex-minister van Buitenlandse Zaken. Rex Tillerson en ex-veiligheidsadviseur Herbert McMaster. Inmiddels zijn alle vier teruggetreden. Hen werd de "volwassenheid" toegedicht dat zij de president durfden tegen te spreken, alsmede consequent het belang van de Verenigde Staten boven het "Trump-belang" te stellen.
Door westerse bondgenoten zal "Last Adult" James Mattis vooral gemist worden wegens zijn - in tegenstelling tot president Trump - voortdurend blijven benadrukken van de waarde van bondgenootschappen, zoals de NAVO.
.

## Privé
Mattis is nooit getrouwd geweest en heeft geen kinderen. Hij deed ooit een aanzoek aan ene Alice Gillis, maar zij zag er enkele dagen voor de voltrekking van het huwelijk vanaf omdat ze de last van zijn carrière niet wilde dragen.
Mattis kreeg de bijnaam "De Krijger Monnik" vanwege zijn vrijgezellen leven en zijn levenslange toewijding aan het bestuderen van het fenomeen oorlog..
Zijn formele biografie door het Trump transitieteam beschrijft hem als "de levende belichaming van het motto van het Korps Mariniers: "Semper Fidelis".
Mattis is katholiek en wordt gekenschetst als "vroom" en "meelevend", Tijdens de invasie in Irak in 2003 bad hij op zondagen samen met John Kelly.
Hij was terughoudend wanneer verslaggevers hem vroegen in het openbaar over zijn geloof te spreken.
In een interview door de Amerikaanse educatieve zender PBS, haalde Mattis terug hoe zijn mariniers het advies van zijn veldprediker opvolgden om de steun van de Irakese burgers te krijgen: "Op voorstel van mijn kapelaan begaven de mariniers zich met flessen gekoeld drinkwater tussen de demonstranten en deelden die uit. “Het is best lastig om iemand met een rotsblok te bekogelen, die jou een koele slok water heeft gegeven toen het buiten 49 graden was".
- Bibsys: 1602157055270
- Bibliothèque nationale de France: cb17948583b (data)
- CiNii: DA19373171
- Gemeinsame Normdatei: 1051089220
- International Standard Name Identifier: 0000 0001 2082 0784
- Library of Congress Control Number: no2011091753
- Nationale Bibliotheek van Israël: 987007356674505171
- Nationale Bibliotheek van Polen: a0000003215981
- Nederlandse Thesaurus van Auteursnamen: 423652370
- Système universitaire de documentation: 236630377
- Virtual International Authority File: 171892898
- WorldCat: E39PBJm4QrJDj8pcbK4TC7kRrq